# Renault Caravelle

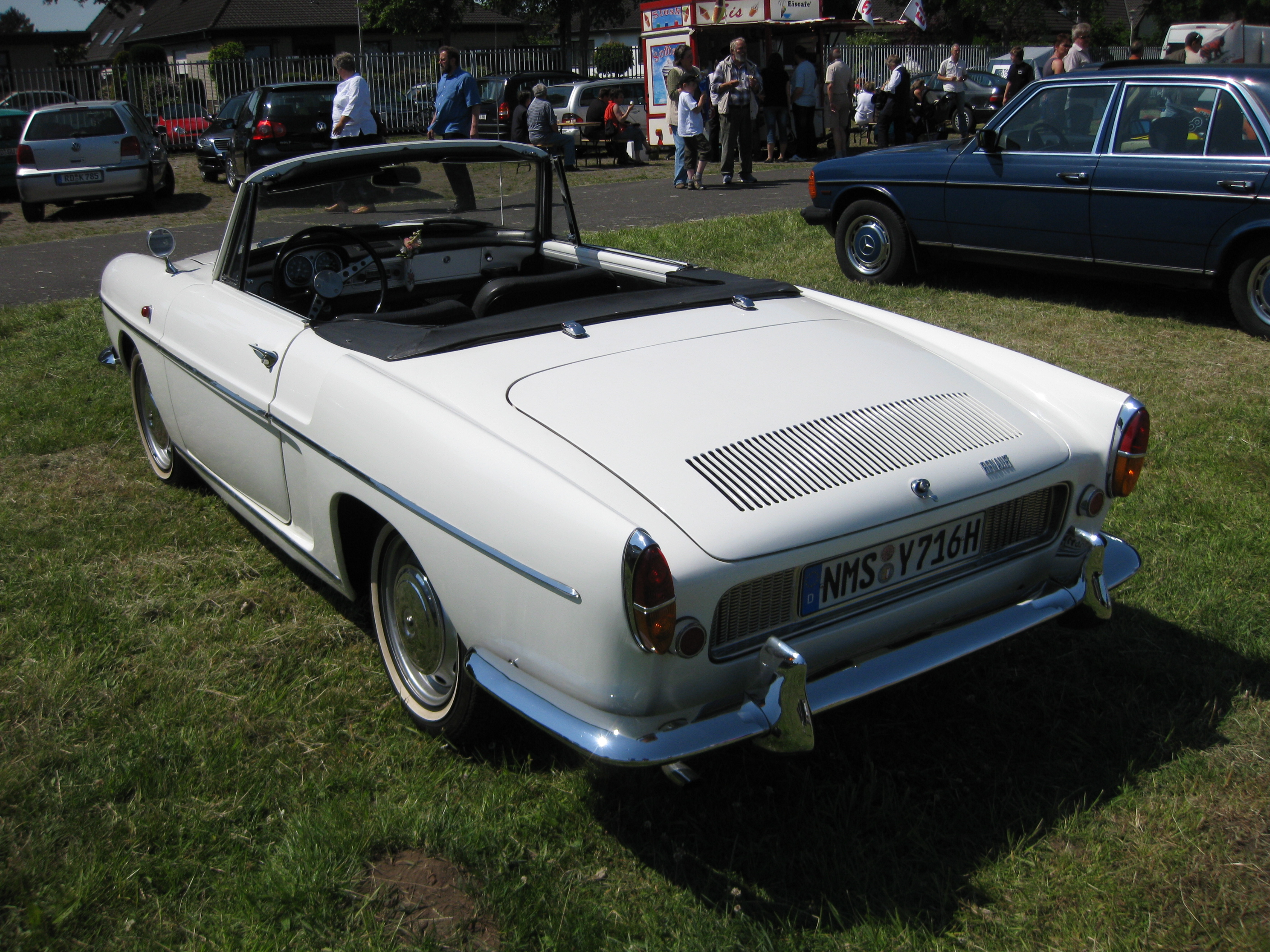
Cabrio Heckansicht

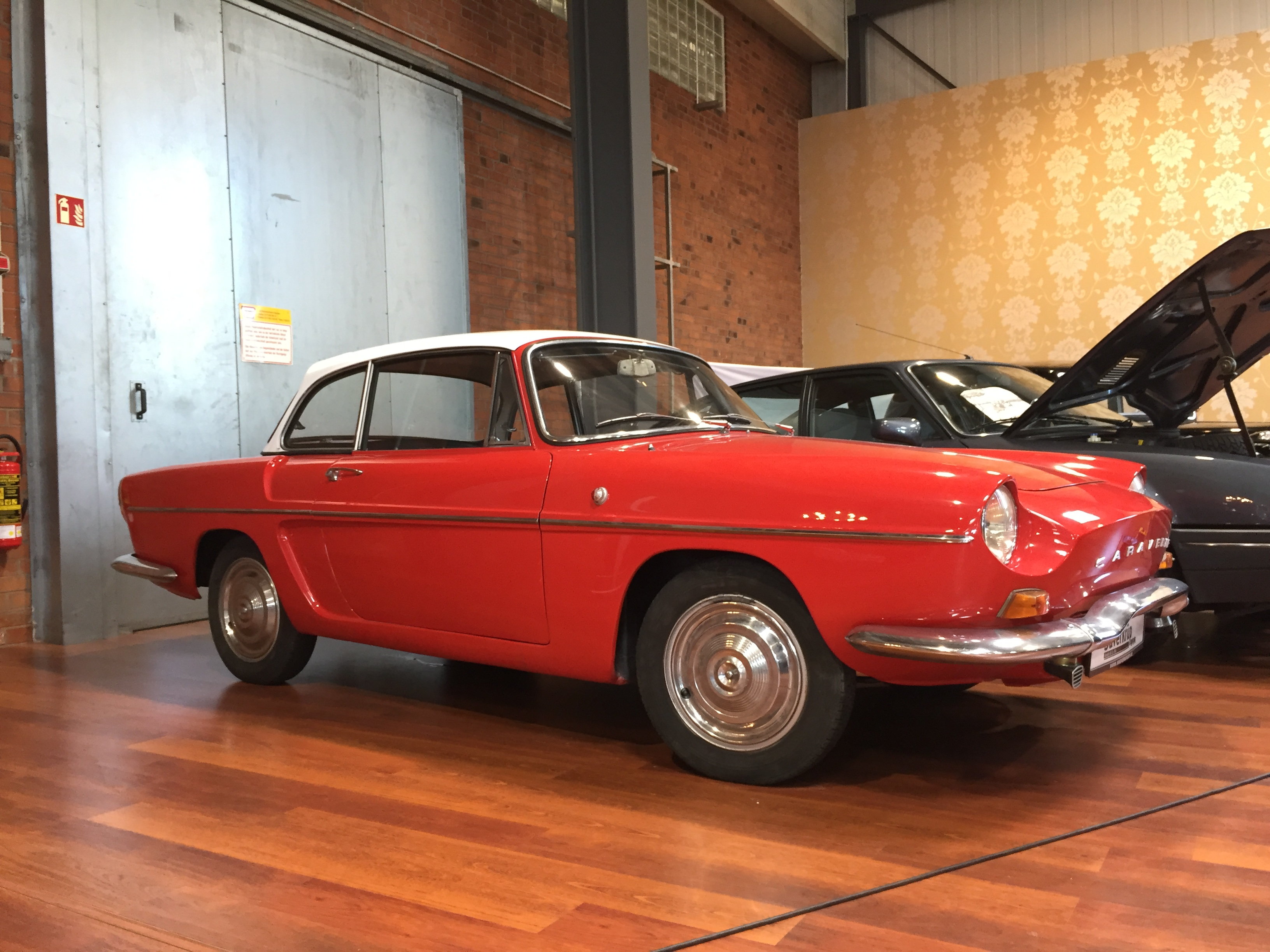
Renault Caravelle Cabrio mit Hardtop

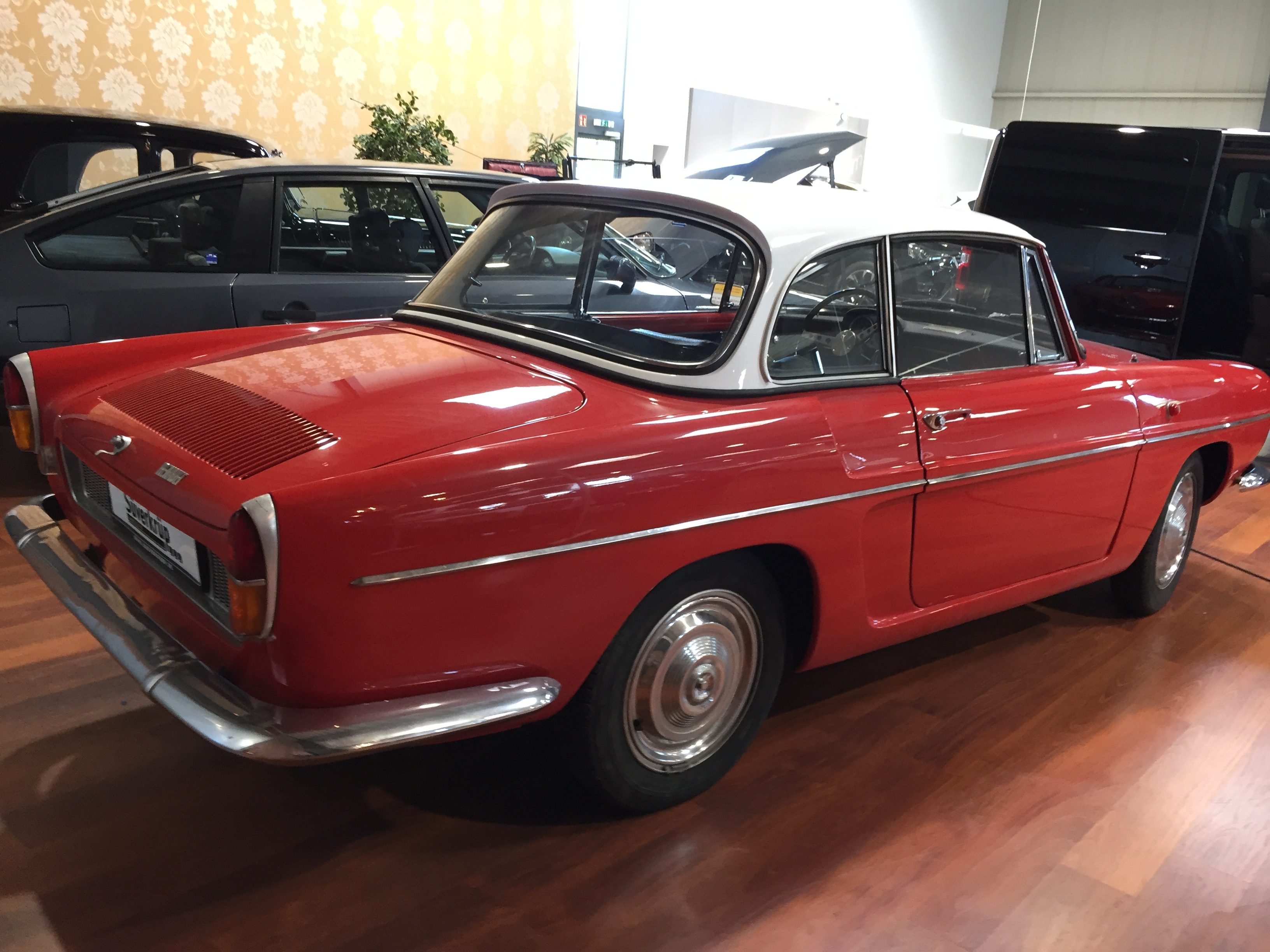
Renault Caravelle Cabrio mit Hardtop

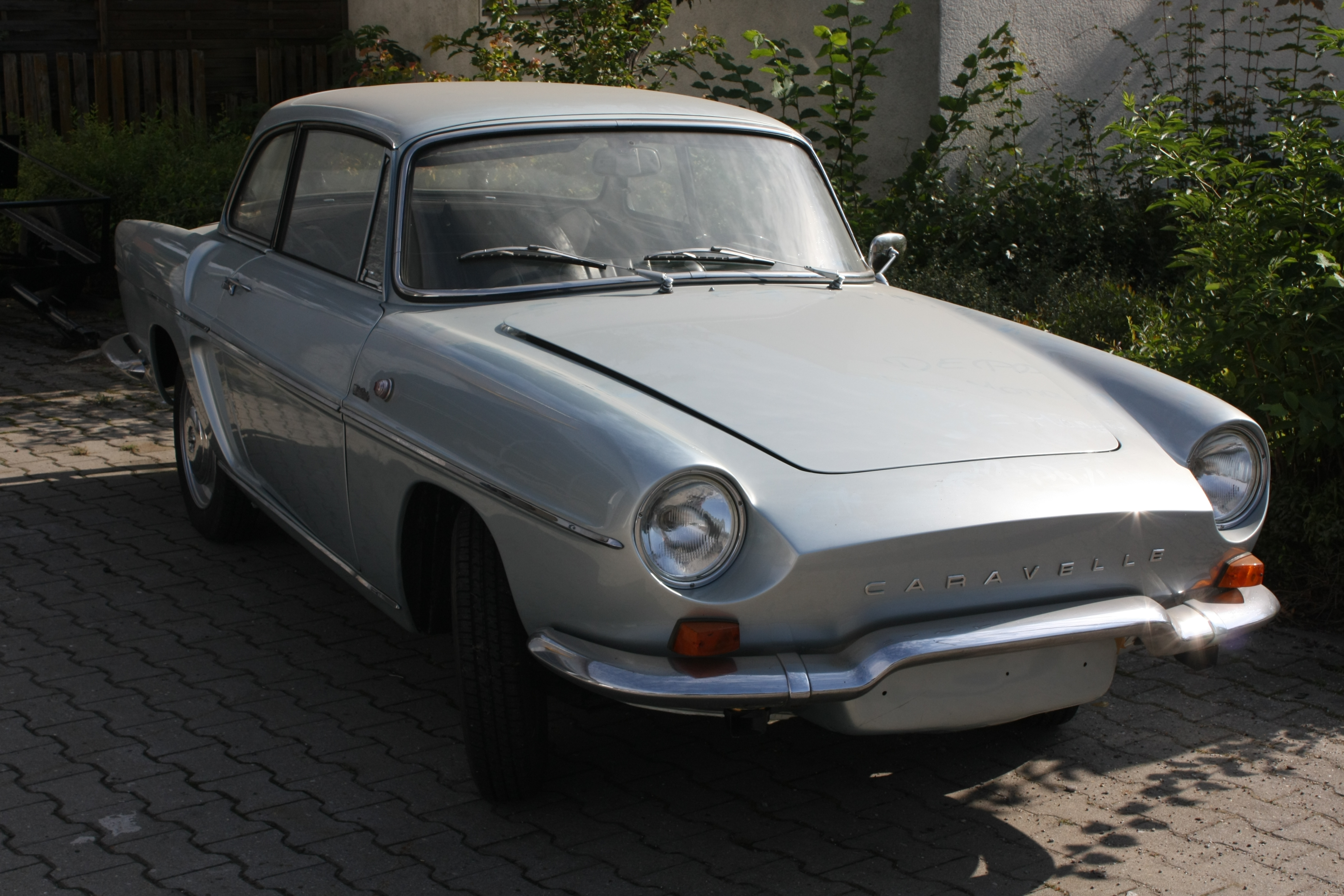
Renault Caravelle Coupé

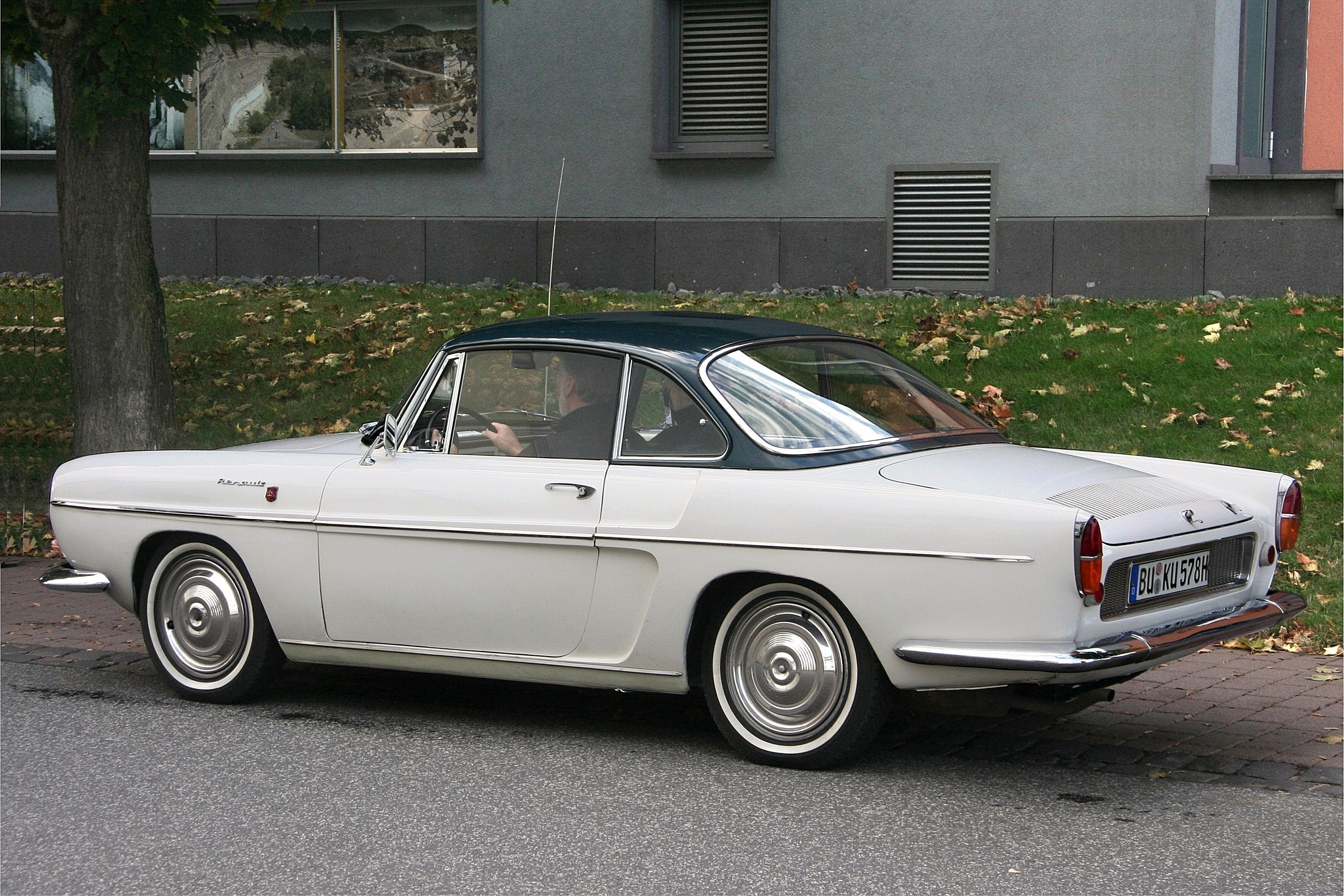
Renault Floride S (1963)

Die Renault Caravelle ist ein Pkw des Herstellers Renault mit wassergekühltem Vierzylinder-Reihenmotor und Heckantrieb auf Basis des Modells Dauphine. Das Fahrzeug wurde von Anfang 1959 bis Mitte 1968 als 2+2-sitziges Cabriolet und als 2+2-sitziges Coupé („Sport-Limousine“) gebaut.
Primär für den US-amerikanischen Markt ausgelegt, wurde sie außerhalb von Nordamerika in den ersten vier Jahren als Renault Floride bekannt, erhielt aber danach auch in Europa den Namen Caravelle.
Ein früher Prototyp war auf dem Genfer Auto-Salon im März 1958 zu sehen. Im Oktober desselben Jahres wurde das endgültige Auto in Paris vorgestellt und die Produktion lief Anfang 1959 an. Dem amerikanischen Publikum wurde es Anfang 1959 auf der New York International Auto Show präsentiert. Amerikanische Käufer mussten wegen Lieferschwierigkeiten allerdings lange auf ihr Auto warten.
Der Entwurf der Karosserie stammte von Pietro Frua, dessen Unternehmen 1957 von der Carrozzeria Ghia übernommen wurde. Die Société des Usines Chausson, die 1959 ein Teil der Renault-Gruppe und vor allem als Hersteller von Autobussen bekannt wurde, baute die Karosserie.
Der Heckmotor in Verbindung mit der hinteren Pendelachse verursachte eine Neigung zum Übersteuern. Der erste Motor hatte einen Hubraum von 845 cm³ und eine Leistung von 34 PS bei einem mittleren Verbrauch von 7,8 Litern auf 100 Kilometer. Amédée Gordini überarbeitete 1960 den Motor, sodass er schließlich 40 PS leistete.
Als der neue Renault 8 auf den Markt kam, wurde die Caravelle Mitte 1962 größtenteils überarbeitet und erhielt den R8-Motor mit 956 cm³ Hubraum und 44 PS. Ab 1964 kam der 1,1-Liter-Motor des neuen R8 Major zum Einsatz, der 47 PS leistete. Ab August 1965 stieg mittels eines Weber-Registervergasers die Leistung auf 52 PS.
Die Produktion wurde im Juli 1968 eingestellt. Als indirekte Nachfolger fungierten die im Sommer 1971 eingeführten Modelle Renault 15 und 17.

## Technische Daten
| Renault Floride/Caravelle  | 1960/61 | 1963/64 | 1967/68 |
| -------------------------- | --- | --- | --- |
| Motor:                     | Vierzylinder-Reihenmotor (Viertakt) im Heck                                                                  | Vierzylinder-Reihenmotor (Viertakt) im Heck                                                                  | Vierzylinder-Reihenmotor (Viertakt) im Heck                                                                  |
| Hubraum:                   | 851 cm³ | 956 cm³ | 1108 cm³ |
| Bohrung × Hub:             | – | 65 × 72 mm                                                                                                   | 70 × 72 mm                                                                                                   |
| Leistung bei 1/min:        | 26 kW (36 PS) bei 5000                                                                                       | 32 kW (44 PS) bei 5500                                                                                       | 38 kW (52 PS) bei 5400                                                                                       |
| Max. Drehmoment bei 1/min: | 58 Nm bei 3300                                                                                               | 68 Nm bei 3500                                                                                               | 77 Nm bei 3300                                                                                               |
| Verdichtung:               | 8 : 1 | 9,5 : 1 | 8,5 : 1 |
| Ventilsteuerung:           | untenliegende Nockenwelle, hängende Ventile                                                                  | untenliegende Nockenwelle, hängende Ventile                                                                  | untenliegende Nockenwelle, hängende Ventile                                                                  |
| Kühlung:                   | Wasserkühlung                                                                                                | Wasserkühlung                                                                                                | Wasserkühlung                                                                                                |
| Getriebe:                  | Vierganggetriebe mit Mittelschaltung (erster Gang bei Modell Floride nicht synchronisiert), Hinterradantrieb | Vierganggetriebe mit Mittelschaltung (erster Gang bei Modell Floride nicht synchronisiert), Hinterradantrieb | Vierganggetriebe mit Mittelschaltung (erster Gang bei Modell Floride nicht synchronisiert), Hinterradantrieb |
| Radaufhängung vorn:        | Doppelquerlenker mit Schraubenfedern                                                                         | Doppelquerlenker mit Schraubenfedern                                                                         | Doppelquerlenker mit Schraubenfedern                                                                         |
| Radaufhängung hinten:      | Pendelachse mit Schraubenfedern                                                                              | Pendelachse mit Schraubenfedern                                                                              | Pendelachse mit Schraubenfedern                                                                              |
| Karosserie:                | Ganzstahlkarosserie                                                                                          | Ganzstahlkarosserie                                                                                          | Ganzstahlkarosserie                                                                                          |
| Spurweite vorn/hinten:     | 1250/1220 mm                                                                                                 | 1256/1226 mm                                                                                                 | 1256/1226 mm                                                                                                 |
| Radstand:                  | 2270 mm | 2270 mm | 2270 mm |
| Reifen:                    | 5.50–15 | 135/15 | 145 SR 15 |
| Maße L × B × H:            | 4260 × 1570 × 1310 mm                                                                                        | 4260 × 1574 × 1315 mm                                                                                        | 4260 × 1578 × 1350 mm                                                                                        |
| Leergewicht (ohne Fahrer): | 780 kg | 790 kg | 800 kg |
| Höchstgeschwindigkeit:     | 130 km/h | 135 km/h | 145 km/h |
| Preis:                     | – | Coupé: 8750 DM Cabriolet: 9500 DM                                                                            | Coupé: 7400 DM Cabriolet: 7890 DM                                                                            |